# Bowrings Gecko
Bowrings Gecko (Hemidactylus bowringii) ist eine Geckoart aus der Gattung der Halbfinger-Geckos (Hemidactylus).

## Merkmale
Bowrings Gecko hat eine Gesamtlänge von 9 bis 12 Zentimetern und eine Kopf-Rumpf-Länge von 4,5 bis 5 Zentimetern. Arten der Halbfinger-Geckos haben lidlose Augen und senkrecht stehende Pupillen. Ihre Zehen sind sowohl mit Haftlamellen als auch mit Krallen versehen. Bei Bowrings Gecko sind auch die innersten Zehen gut entwickelt und haben Krallen. Der Rücken und Schwanz weisen keine Tuberkel auf, sondern sind glatt.
Ähnliche Arten
In Japan ist eine ähnliche Art der Asiatische Hausgecko (Hemidactylus frenatus), bei der jedoch die innersten Zehen relativ klein ausfallen. Zudem unterscheidet sich die Art deutlich durch Tuberkel auf dem Rücken und Schwanz.

## Lebensweise
Bowrings Geckos sind nachtaktiv. Sie leben auf Felsen, Baumstämmen und Trockenmauern und in Bananenplantagen. Die Weibchen legen Gelege von zwei bis drei Eiern. Die Brutzeit liegt bei etwa einem Monat.

## Verbreitungsgebiet und Gefährdungsstatus
Bowrings Gecko ist im Süden Chinas, in Hongkong, Taiwan und auf den angrenzenden japanischen Ryūkyū-Inseln verbreitet. Die IUCN stuft die Art als nicht gefährdet („Least Concern“) ein. Auf der nationalen Roten Liste Japans wird sie dagegen als gefährdet („Vulnerable“) eingestuft. Dort geht der Bestand auf den Ryūkyū-Inseln durch den Einfluss des invasiven Asiatischen Hausgeckos (Hemidactylus frenatus) zurück. In den letzten Jahren wurde die Art nur noch auf Amami-Ōshima und einigen umliegenden, kleineren Inseln beobachtet.

## Taxonomie
Die Art wurde 1845 von dem britischen Zoologen John Edward Gray als Doryura Bowringii erstbeschrieben. Die Art ist nach John Charles Bowring (1821–1893) benannt, der vermutlich aus Hongkong stammende Exemplare zur Verfügung stellte. Nach einer Neubewertung wurden die indischen Populationen der Art Hemidactylus aquilonius zugeordnet, wohingegen die Populationen in und um China Hemidactylus bowringii zugeordnet wurden.